# ميكاسا سبورتس
ميكاسا سبورتس (بالإنجليزية: Mikasa Sports)‏ هي شركة يابانية مقرها الرئيسي في نيشي-كو،هيروشيما،منطقة تشوغوكو  تقوم بتصنيع المعدات الرياضية.